# Get Ready!
Get Ready! was een Belgische popgroep/boyband. De groep werd in 1995 opgericht en boekte in Vlaanderen grote successen met nummers als Diep (zo diep), Laat en Marjolijn.

## Geschiedenis

### Succesjaren (1996–2000)
Get Ready! werd in 1995 gevormd door Jimmy Samijn, Glenn De Gendt, Jean-Marie (JM) Desreux en Koen Bruggemans. Oorspronkelijk was er ook een vijfde jongen, Roberto, bij betrokken, maar hij haakte uiteindelijk af. Begin 1996 bracht Get Ready! zijn eerste single uit, getiteld Diep (zo diep). Deze betekende meteen de doorbraak voor de groep: ondanks een aarzelende start in de Ultratop 50 werd het nummer een top 10-hit en behaalde het de eerste plaats van de Vlaamse Top 10. De single werd bovendien bekroond met een gouden plaat. De drie volgende singles (Laat, Vuur en Wachten op jou (een bewerking van Right Here Waiting van Richard Marx)) werden eveneens grote successen: deze belandden alle drie op de tweede plaats van de Ultratop en werden net als Diep nummer 1-hits in de Vlaamse Top 10. Get Ready! veroverde hiermee in razend tempo de status van populairste boyband van Vlaanderen. In de zomer van 1996 won de groep bij Radio 2 Zomerhit de prijs voor "beste debuut". Niet veel later, in het najaar van 1996, was hun eerste studioalbum een feit. Dit album, simpelweg Get Ready! genaamd, behaalde de eerste plaats van de Vlaamse albumlijst en was qua verkoopcijfers goed voor dubbel platina.

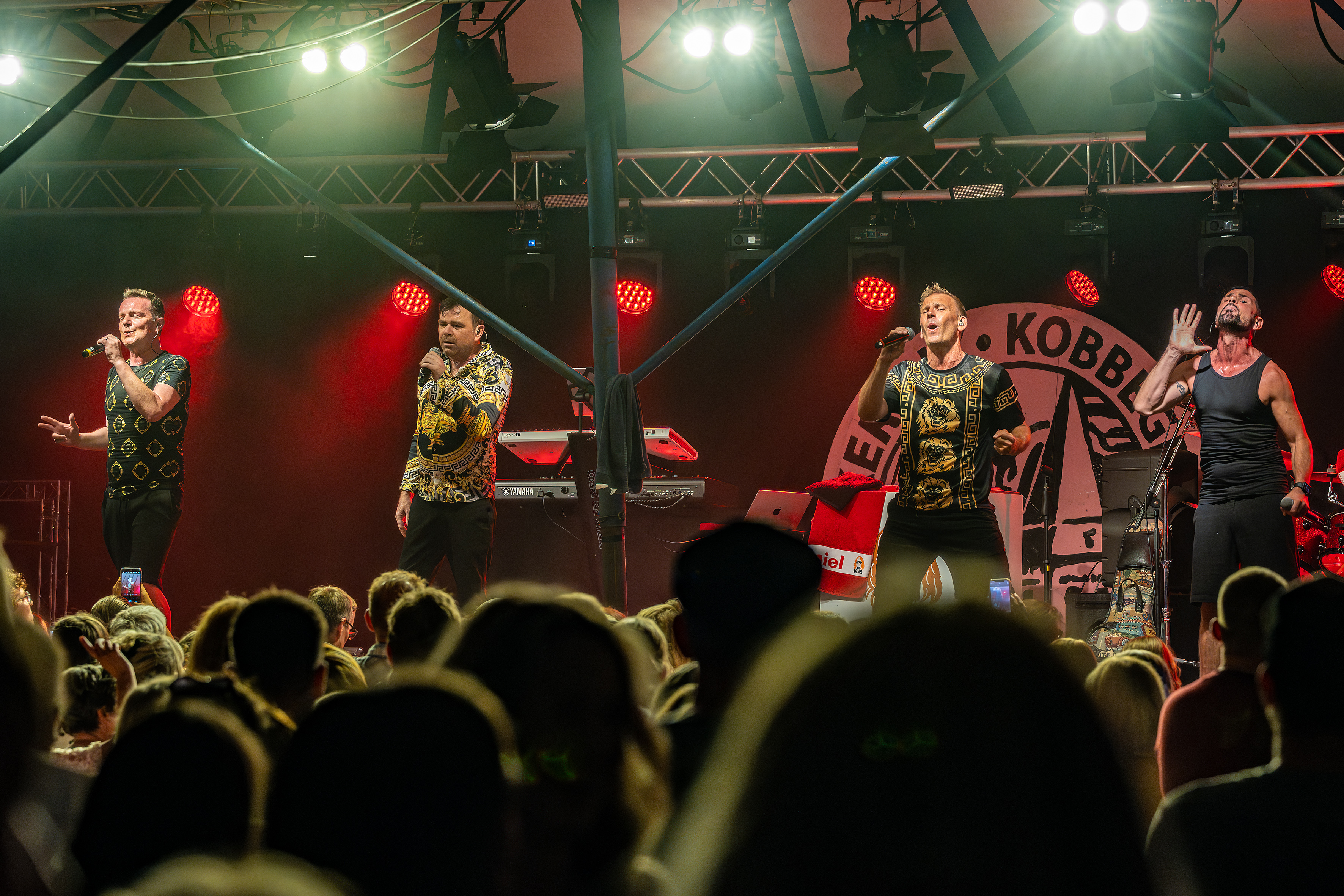
Get Ready! in 2024

De reeks top 10-hits werd in 1997 voortgezet met Dromen, Marjolijn en Geef me tijd (een duet met Liliane Saint-Pierre). De twee eerstgenoemde singles behaalden de gouden status. De zomerhit Marjolijn werd de bestverkochte Get Ready!-single ooit, maar ook de eerste die er niet in slaagde op nummer 1 van de Vlaamse Top 10 te belanden; het nummer werd daar wekenlang van de eerste plaats gehouden door Als de dag van toen van Mama's Jasje. Ondertussen spande Get Ready! een rechtszaak aan tegen het Belgische holebitijdschrift ZiZo-magazine, dat geschreven had dat de leden van de groep homoseksueel waren. Hoewel ze in het gelijk werden gesteld, zouden verschillende leden jaren later toegeven toch homoseksueel te zijn.
In de zomer van 1997 werd Get Ready! gevraagd als voorprogramma voor Michael Jackson in Oostende. De groep was op dat moment volop bezig met de opname van hun tweede cd Go For It!, die in het najaar verscheen. Op 11 november 1997 werd een concert gegeven in Vorst Nationaal. Het afsluitende nummer van dat concert was Samen, dat hen enkele weken later opnieuw een top 10-notering opleverde en bovendien doorstootte naar de eerste plaats van de Vlaamse Top 10. In dezelfde periode bracht Get Ready! tevens een stripboek uit, De Geheimzinnige Fan. Er werden meer dan 40.000 exemplaren van verkocht. In totaal verschenen er vier strips en bijbehorende poppen, waarmee de populariteit van de groep nogmaals werd bevestigd.
In het voorjaar van 1998 scoorde Get Ready! wederom een grote hit met Requiem 1998, waarvoor werd samengewerkt met het koor Fine Fleur. Ook deze single werd bekroond met een gouden plaat. In aanloop naar het derde album Apollo, dat in oktober van dat jaar werd uitgebracht, bleef de groep met de singles Happy end en Eigen zin prominent aanwezig in de Vlaamse hitlijsten. Na twee concerten in de Brusselse Ancienne Belgique in november 1998 werd Zeemeermin hun voorlopig laatste Nederlandstalige single. De groep schakelde over op het Engels en in mei 1999 verscheen hun eerste Engelstalige album The Mission, dat onder leiding van Phil Harding werd opgenomen in Londen. De single I still luv u bereikte de top 10 van de Ultratop, maar de daaropvolgende singles (A girl like you, Skin connection en Silent like the rain) boekten heel wat minder succes. Get Ready! ging op tournee in Zuidoost-Azië en Zuid-Amerika, waar nummers als Una vez mas, Halfway there en Everytime I think of you goed ontvangen werden. In 2000 bracht de groep toch weer een Nederlandstalige single uit: Ga door. Dit lied stond ook op hun gelijknamige verzamelalbum met muzikale hoogtepunten. Eind 2000 ging Get Ready! uit elkaar en zowel Jimmy als Glenn probeerden het solo.

### Korte comebacks (2002–2016)
Get Ready! maakte in 2002 een comeback met de single Kom nu maar, dat een bescheiden hitje werd. De groep bracht met Incognito ook weer een geheel nieuw album uit, maar de verkoop viel tegen en Get Ready! stopte daarop opnieuw.
In 2006 verzorgden de groepsleden nog eenmalig een liveoptreden in de slotaflevering van Het Swingpaleis. Daarin zongen ze hun liedjes Diep en Laat. Hoewel de groep verklaarde geen comeback meer te zullen maken, stond Get Ready! die zomer met een nieuwe single (getiteld Jaleo) in 10 om te zien. In 2007 stapte Jean-Marie (JM) uit de band, in 2008 verliet ook Glenn de groep.
In september 2008 stond Get Ready! opnieuw met vier personen op het podium. Na lange auditierondes voor zowel zang als dans waren het Kenny Philippaars en Tom De Blaes die de vertrokken leden vervingen. Ze waren tien jaar jonger dan de overgebleven oudgedienden en kregen daardoor nu de grote aandacht van de vrouwelijke fans. Get Ready! ging opnieuw op tournee door Vlaanderen en was onder meer de verrassingsact op De Foute Party in juni 2009. Met de single Diep 2009, een remix van hun debuuthit Diep, stond de groep daarna tweemaal het podium van Hit the road, een muziekprogramma op VTM.
In januari 2011 was er de nieuwe single Iemand zoals jij, waarmee Get Ready! de zesde plaats bereikte in de Vlaamse top 10. De groep bleef actief optreden en was te zien op grote evenementen, zoals in 2012 op het Schlagerfestival en in 2013 (samen met 2 Unlimited en Poco Loco Gang) op Back To The 90's in het Antwerpse Sportpaleis. In 2014 volgde een nieuwe wijziging in de groepssamenstelling toen Tom De Blaes wegens een te drukke agenda opstapte en vervangen werd door Bob Van Kerkoerle.
Vier jaar na Iemand zoals jij kwam op 1 juni 2015 de single Sterrenregen uit. De choreografie in de bijhorende videoclip werd gebaseerd op Spreken met ondersteuning van gebaren (SMOG). In maart 2016 volgde een jubileumsingle naar aanleiding van het 20-jarig bestaan van de groep: Ik vraag me af. Dit betrof een duet met Cliff Vrancken (alias Cliffke van K.I.A.).

### Reünie van de oorspronkelijke groep (2017)
In januari 2017 maakte Get Ready! bekend dat de groep opnieuw verderging zoals deze in 1995 was begonnen. Kenny Philippaars en Bob Van Kerkoerle hielden het voor gezien en Glenn De Gendt en Jean-Marie (JM) Desreux voegden zich na negen jaar afwezigheid opnieuw bij Jimmy Samijn en Koen Bruggemans. In deze originele samenstelling werd meteen een nieuwe single uitgebracht, getiteld Feniks. 
Enkele weken later bracht de groep, ter gelegenheid van haar 21-jarig bestaan, een dubbele compilatie-cd uit (XXI), met op de eerste schijf alle uitgebrachte singles en op de tweede een selectie van overige liedjes, alsook de Spaanstalige. Het album verkocht goed en bereikte de vierde plaats van de Vlaamse albumlijst. De single Dat heerlijke gevoel werd tegelijkertijd een top 10-hit in de Vlaamse Top 50. Eind april volgde een jubileumconcert te Ninove. Het oorspronkelijke plan om één concert te geven werd vanwege de belangstelling uitgebreid naar twee concerten. Het jubileumconcert kreeg de toepasselijke naam XXI en betekende ook de aftrap van een nieuwe tournee van de groep.
In de zomer van 2017 bracht Get Ready! nog twee singles uit: De allerliefste (in juni) en Mis (in september). In Wallonië kwam bovendien de single Torremolinos op de markt, een samenwerking met Sttellla. De drie nummers waren voorsmaakjes van het nieuwe studioalbum Therapy, dat eind september 2017 verscheen. Naast Sttellla werkten ook Voice Male, Liliane Saint-Pierre, Frank Vander Linden, David Salamon (Arbeid Adelt!), Jasper Publie (Bandits) en The Horns aan dit album mee. Therapy kwam in Vlaanderen tot de achtste plaats.
In maart 2018 coverde Get Ready!, tien jaar na het overlijden van Benny Neyman, diens hit Ik weet niet hoe. Op 20 juli van dat jaar, aan de vooravond van de Nationale Feestdag, was de groep te gast op Bal National in Brussel, waar ze voor een volgelopen Vossenplein en de koninklijke familie een 45 minuten durend optreden mochten brengen. Deze show werd tevens live uitgezonden op BRUZZ en Bx1.
Op 30 november 2019 kondigde Koen Bruggemans aan dat een nieuwe wending in zijn carrière niet langer te combineren viel met voltijds optreden met Get Ready!. Hij werd op het podium, waar nodig, opgevolgd door Dimitri Vantomme. In augustus 2021 bracht de groep ter gelegenheid van het 25-jarig bestaan een herwerkte versie uit van hun allereerste hit Diep. Deze single, toepasselijk Diep 25 genoemd, was een voorbode van het album Samen - 25 jaar Get Ready!, dat in oktober 2021 is verschenen.
In 2024 hield Get Ready! zijn laatste tv-optreden op de TMF Awards, waar ze een lifetime achievement award kregen. In april 2025 plande de groep te stoppen na een laatste optreden.

### Einde na sterfgeval

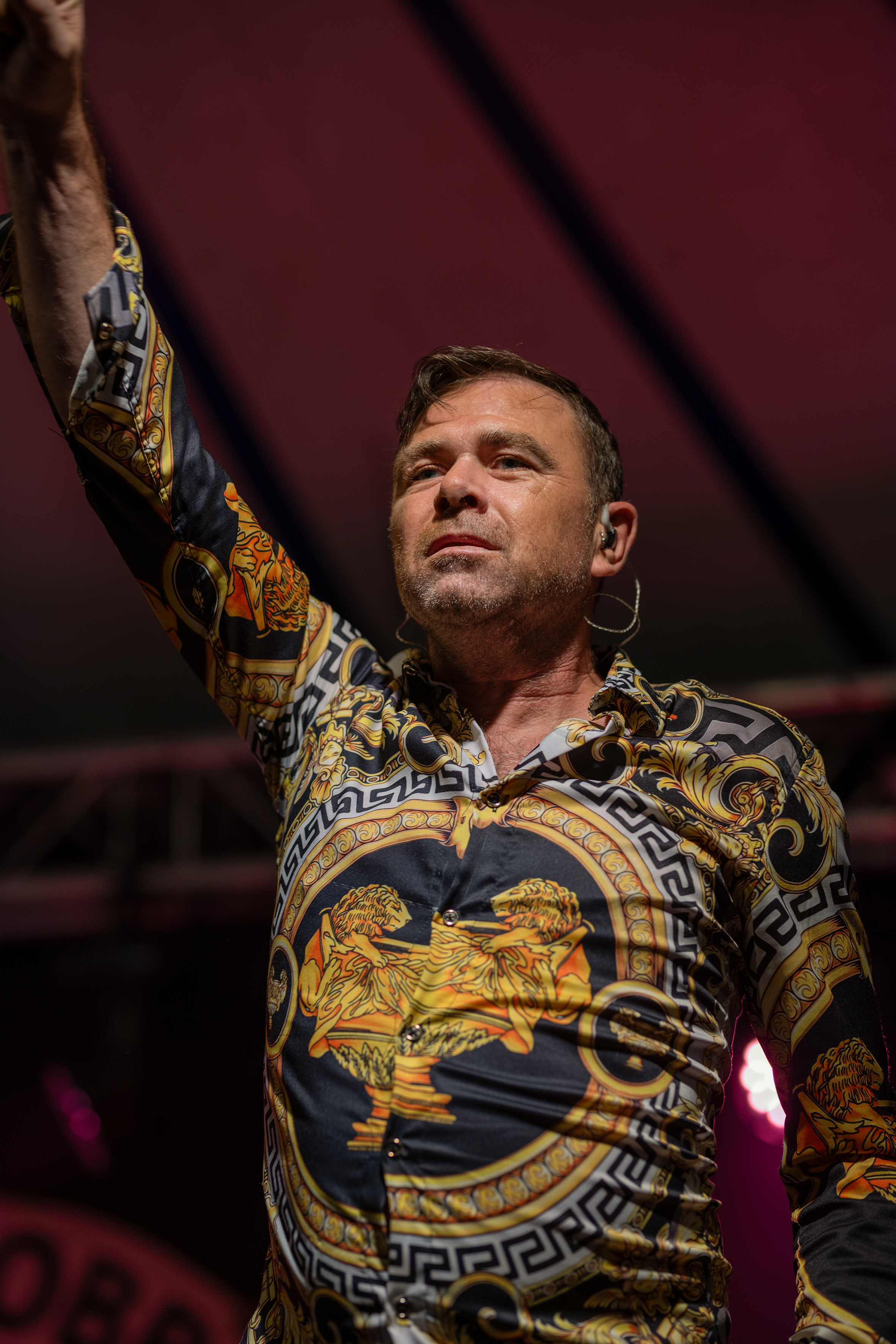
Glenn De Gendt in 2024

In de nacht van 18 op 19 november 2024 overleed Glenn De Gendt op 50-jarige leeftijd. Hij was een van de vier stichtende leden van de groep. Door het overlijden werd het geplande afscheid in 2025 afgelast en hield de groep meteen op te bestaan.

## Hitnoteringen

### Albums
| Album met hitnotering(en) in de Vlaamse Ultratop 200 albums | Datum van verschijnen | Datum van binnenkomst | Hoogste positie | Aantal weken | Opmerkingen   |
| ----------------------------------------------------------- | --------------------- | --------------------- | --------------- | ------------ | ------------- |
| Get Ready!                                                  | 1996                  | 09-11-1996            | 1 (1wk)         | 44           | 2x Platina    |
| Go For It!                                                  | 1997                  | 01-11-1997            | 4               | 30           | Platina       |
| Apollo                                                      | 1998                  | 24-10-1998            | 6               | 13           | Goud          |
| The Mission                                                 | 1999                  | 05-06-1999            | 2               | 9            |               |
| Het beste van Get Ready! - Ga door                          | 2000                  | 28-10-2000            | 37              | 2            | Verzamelalbum |
| Best of Get Ready! XXI                                      | 2017                  | 04-03-2017            | 4               | 21           | Verzamelalbum |
| Therapy                                                     | 2017                  | 07-10-2017            | 8               | 6            |               |
| Samen - 25 jaar Get Ready!                                  | 2021                  | 16-10-2021            | 6               | 6            |               |

### Singles
| Single met hitnotering(en) in de Vlaamse Ultratop 50 | Datum van verschijnen | Datum van binnenkomst | Hoogste positie | Aantal weken | Opmerkingen                                         |
| ---------------------------------------------------- | --------------------- | --------------------- | --------------- | ------------ | --------------------------------------------------- |
| Diep (zo diep)                                       | 1996                  | 17-02-1996            | 5               | 21           | Nr. 1 in de Vlaamse Top 10 Goud                     |
| Laat                                                 | 1996                  | 08-06-1996            | 2               | 17           | Nr. 1 in de Vlaamse Top 10                          |
| Vuur (diep in mij)                                   | 1996                  | 05-10-1996            | 2               | 16           | Nr. 1 in de Vlaamse Top 10                          |
| Wachten op jou                                       | 1996                  | 14-12-1996            | 2               | 15           | Nr. 1 in de Vlaamse Top 10                          |
| Dromen                                               | 1997                  | 05-04-1997            | 3               | 15           | Nr. 1 in de Vlaamse Top 10 Goud                     |
| Marjolijn                                            | 1997                  | 21-06-1997            | 7               | 16           | Nr. 2 in de Vlaamse Top 10 Goud                     |
| Geef me tijd                                         | 1997                  | 27-09-1997            | 7               | 12           | met Liliane Saint-Pierre Nr. 1 in de Vlaamse Top 10 |
| Stop... ou... encore?                                | 1997                  | 29-11-1997            | 40              | 2            | met Plastic Bertrand                                |
| Samen                                                | 1997                  | 13-12-1997            | 8               | 10           | Nr. 1 in de Vlaamse Top 10                          |
| Requiem 1998                                         | 1998                  | 11-04-1998            | 5               | 12           | Nr. 1 in de Vlaamse Top 10 Goud                     |
| Happy end                                            | 1998                  | 18-07-1998            | 9               | 11           | Nr. 2 in de Vlaamse Top 10                          |
| Eigen zin                                            | 1998                  | 03-10-1998            | 15              | 8            | Nr. 1 in de Vlaamse Top 10                          |
| Zeemeermin                                           | 1998                  | 05-12-1998            | 26              | 5            | Nr. 2 in de Vlaamse Top 10                          |
| I still luv u                                        | 1999                  | 27-02-1999            | 10              | 8            |                                                     |
| A girl like you                                      | 1999                  | 15-05-1999            | 29              | 4            |                                                     |
| Skin connection                                      | 1999                  | 03-07-1999            | tip 11          | -            |                                                     |
| Silent like the rain                                 | 1999                  | 16-10-1999            | 47              | 1            |                                                     |
| Everytime I think of you                             | 2000                  | 17-06-2000            | tip 11          | -            |                                                     |
| Ga door                                              | 2000                  | 14-10-2000            | 46              | 2            | Nr. 5 in de Vlaamse Top 10                          |
| Kom nu maar                                          | 2002                  | 27-07-2002            | 35              | 3            | Nr. 5 in de Vlaamse Top 10                          |
| Beats of Love                                        | 2002                  | 09-11-2002            | 48              | 1            | met Amanda Lear                                     |
| Jaleo                                                | 2006                  | 24-06-2006            | tip 1           | -            |                                                     |
| Vrij                                                 | 2007                  | 14-07-2007            | tip 15          | -            |                                                     |
| Diep 2009                                            | 2009                  | 15-08-2009            | tip 15          | -            | Nr. 10 in de Vlaamse Top 10                         |
| Iemand zoals jij                                     | 2011                  | 15-01-2011            | tip 28          | -            | Nr. 6 in de Vlaamse Top 10                          |
| Sterrenregen                                         | 2015                  | 06-06-2015            | tip 30          | -            | Nr. 16 in de Vlaamse Top 50                         |
| Ik vraag me af                                       | 2016                  | 26-03-2016            | tip             | -            | met Cliffke Nr. 20 in de Vlaamse Top 50             |
| Feniks                                               | 2017                  | 21-01-2017            | tip 31          | -            | Nr. 15 in de Vlaamse Top 50                         |
| Dat heerlijke gevoel                                 | 2017                  | 25-03-2017            | tip 8           | -            | Nr. 7 in de Vlaamse Top 50                          |
| De allerliefste                                      | 2017                  | 24-06-2017            | tip             | -            | Nr. 44 in de Vlaamse Top 50                         |
| Mis                                                  | 2017                  | 09-09-2017            | tip             | -            | Nr. 27 in de Vlaamse Top 50                         |
| Hogere sferen                                        | 2017                  | 21-10-2017            | tip             | -            | met Voice Male Nr. 36 in de Vlaamse Top 50          |
| Ik weet niet hoe                                     | 2018                  | 31-03-2018            | tip 29          | -            | Nr. 14 in de Vlaamse Top 50                         |
| Op                                                   | 2019                  | 06-07-2019            | tip             | -            | Nr. 46 in de Vlaamse Top 50                         |

## Discografie

### Get Ready!(1996)
- Diep (zo diep)
- Niet naar huis
- Laat
- Rots
- Eenzaam meisje
- Ze wil me niet
- Vuur
- Wachten op jou
- Nooit meer alleen
- Verlangen
- Wie zal ze kiezen
- Dance across the floor (met Petra)
- Get Ready! megamix

### Get Ready!(limited edition) (1996)
- Get Ready!
- So far away
- Deep
- Moa ven toh
- Right here waiting
- Diep (Extended Remix)
- Diep (Remix)
- Laat (Extended Remix)
- Laat (Remix)

### Go For It!(1997)
- Dromen
- Marjolijn
- Verliefd
- Zilveren vleugels
- Gebroken hart
- Engel
- De goede fee
- Geef me tijd (duet met Liliane Saint-Pierre)
- Altijd alleen
- Stop ou encore (feat. Plastic Bertrand)
- Droom gestolen
- Koel hart
- Weg
- Samen

### Go For It!(limited edition) (1997)
- Go For It!
- Rock & Roll Part II (Live in Vorst Nationaal)
- Marjolijn (Live in Vorst Nationaal)
- Dance across the floor (met Petra) (Live in Vorst Nationaal)
- Laat (Live in Vorst Nationaal)
- Diep (zo diep) (Live in Vorst Nationaal)

### Apollo(1998)
- Apollo 69
- Eigen zin
- Zeemeermin
- Happy end
- Dat heerlijke gevoel (Dat liefde heet)
- Het wordt me teveel
- Ruimtemissie
- Rebelle (Succes)
- Eenvoudige jongen
- Ikaros
- Requiem 1998 (Apollo Edition)
- Johnny & Ellen
- Zwarte panter

### The Mission(1999)
- I Still Luv U
- A Girl Like You
- Over and Over
- Skin Connection
- Halfway There
- Silent Like the Rain
- If Ever You Need Somebody
- You Mean Everything
- Mine O Mine
- One More Try
- Gonna Kiss (Every Little Bit of Your Body)

### Ga Door(2000)
- Diep (zo diep)
- Laat
- Vuur
- Wachten op jou
- Dromen
- Marjolijn
- Samen
- Requiem 1998
- Happy end
- Eigen zin
- Zeemeermin
- Ga door
- Klaar

### Incognito(2002)
- Incognito
- Kom nu maar
- Jij bent gek
- Beats of Love (met Amanda Lear)
- Pegase (The Flying Horse)
- Dicht bij jou
- Jij bent mijn ster
- Meer en meer
- Seeing Is Believing
- City
- Hou het stil

Incognito bonus-video-cd:
- Every Time I Think of You
- A Girl Like You
- Halfway There
- I Still Luv U
- Kom nu maar

### Periode 2003–2016
Singles:
- Diep (remix 2009)
- Iemand zoals jij (2011)
- Sterrenregen (2015)
- Ik vraag me af (2016) (feat. Cliffke)

### XXI (Best of Get Ready!)(2017)
Cd 1:
- Diep
- Laat
- Vuur
- Wachten op jou
- Dromen
- Marjolijn
- Geef me tijd (feat. Liliane Saint-Pierre)
- Stop ou encore (feat. Plastic Bertrand)
- Samen
- Requiem 1998
- Happy end
- Eigen zin
- Zeemeermin
- I Still Luv U
- A Girl Like You
- Ga door
- Every Time I Think of You
- Kom nu maar
- Beats of Love (feat. Amanda Lear)
- Jaleo
- Feniks

Cd 2:
- Ze wil me niet
- Niet naar huis
- Zilveren vleugels
- De goede fee
- Altijd alleen
- Dat heerlijke gevoel
- Het wordt me teveel
- Ruimtemissie
- Apollo 69
- Eenvoudige jongen
- Requiem 1998 (pianoversie)
- Jij bent gek
- Pegase
- Hou het stil
- Jij bent mijn ster
- Klaar
- Una vez más
- Halfway There
- Si me necesitas
- Skin Connection
- Silent Like The Rain

### Therapy(2017)
- De laatste der Mohikanen
- Noodkreet!
- Feniks
- De allerliefste
- Klopgeest
- Mis
- Swingen
- Hogere sferen
- Torremolinos
- Altijd prijs!
- Get Ready! medley

### Samen - 25 jaar Get Ready!(2021)
- Diep 25
- Ik weet niet hoe
- Op
- Verdronken vlinder
- Laat 25
- Marjolijn 25
- Dromen 25
- Wachten op jou 25
- De allerliefste
- Happy end 25
- Sterrenregen
- Ik vraag me af (feat. Cliff Vrancken)
- Feniks
- Samen 25